# Get a Move On
"Get a Move On" é uma música do cantor de rock estadunidense Eddie Money, do seu álbum Playing for Keeps lançado em 1980. Fora lançada como um single e conseguiu a 46.ª posição no Billboard Hot 100.